# Атмосферски фронт
Атмосферски фронт је прелазна или раздвојна зона између двију ваздушних маса разних особина. Особина атмосферског фронта је нагла промјена основних метеоролошких елемената, као што су притисак, температура и брзина вјетра. Ширина а. износи неколико десетина километара, а висина неколико хиљада метара, понекад до висине стратосфере.
Атмосферски фронтови се дијеле по географској ширини и правцу кретања маса ваздуха. У одређеним географским ширинама постоје 4 подручја у којима се стварају главни атмосферски фронтови. Између арктичког и поларног ваздуха ствара се арктички атмосферски фронт. Између поларног и тропског ваздуха ствара се поларни а., а између тропског и екваторијалног тропски атмосферски фронт. У односу на кретање ваздушних маса фронтови се дијеле на топле, хладне, фронтове оклузије и стационарне. Сваки од та 4 се може појавити на било којем од главних фронтова.

## Бержеронова класификација ваздушних маса
Бержеронова класификација је најшире прихваћени облик класификације ваздушних маса. Класификације ваздушних маса су означене са три слова. Прво слово описује његове карактеристике влаге, при чему се c користи за континенталне ваздушне масе (суво), а m за морске ваздушне масе (влажно). Друго слово описује термичку карактеристику региона извора: T за тропски, P за поларни, А за Арктик или Антарктик, M за монсунски, E за екваторијални и S за супериорни ваздух (сув ваздух формиран значајним уздизањем атмосфере). Треће слово означава стабилност атмосфере. Ако је ваздушна маса хладнија од тла испод ње, означава се k. Ако је ваздушна маса топлија од тла испод ње, означава се са w. Фронтови раздвајају ваздушне масе различитог типа или порекла, а налазе се дуж корита нижег притиска.

## Анализа времена на површини
Анализа времена на површини је посебан тип временске карте која пружа поглед одозго на временске елементе у географском подручју у одређено време на основу информација са земаљских метеоролошких станица. Временске карте се креирају откривањем, исцртавањем и праћењем вредности релевантних величина као што су притисак на нивоу мора, температура и облачност на географској мапи да би се помогло у проналажењу карактеристика синоптичке скале као што су временски фронтови. Површинске временске анализе имају посебне симболе који приказују фронталне системе, облачност, падавине или друге важне информације. На пример, H може представљати област високог притиска, што указује на лепо или ведро време. С друге стране, L може представљати низак притисак, који често прати падавине и олује. Низак притисак такође ствара површинске ветрове који потичу из зона високог притиска и обрнуто. Различити симболи се користе не само за фронталне зоне и друге површинске границе на временским картама, већ и за приказ тренутног времена на различитим локацијама на временској мапи. Поред тога, области падавина помажу у одређивању фронталног типа и локације.

## Типови
Постоје два различита значења која се користе у метеорологији за описивање времена око фронталне зоне. Термин „анафронт” описује границе које показују нестабилност, што значи да се ваздух брзо диже дуж и преко границе да изазива значајне временске промене и обилне падавине. „Катафронт“ је слабији, доноси мање промене температуре и влаге, као и ограничене падавине.

### Хладни фронт
Хладни фронт се налази дуж и на границама топле стране чврсто збијеног температурног градијента. На графиконима за анализу површине, овај температурни градијент је видљив у изотермама и понекад се такође може идентификовати коришћењем изобара пошто се хладни фронтови често поравнавају са коритом површине. На временским картама, површински положај хладног фронта је означен плавом линијом са троугловима који показују у правцу кретања хладног ваздуха и постављен је на предњу ивицу хладније ваздушне масе. Хладни фронтови често доносе кишу, а понекад и јаке грмљавине. Хладни фронтови могу произвести оштрије и интензивније промене времена и кретати се брзином која је и до два пута бржа од топлих фронтова, пошто је хладан ваздух гушћи од топлог ваздуха, подижући као и гурајући топли ваздух који претходи граници. Покрет подизања често ствара уску линију пљускова и грмљавине ако је присутно довољно влаге док се подигнути влажни топли ваздух кондензује. Концепт хладнијег, густог ваздуха који се „заглављује“ испод мање густог топлијег ваздуха је превише поједностављен, пошто је кретање нагоре заиста део процеса одржавања геострофске равнотеже на ротирајућој Земљи као одговор на фронтогенезу.

### Топли фронт
Топли фронтови су на предњој ивици хомогене напредне топле ваздушне масе, која се налази на екваторској ивици градијента у изотермама, и леже унутар ширих корита ниског притиска од хладних фронтова. Топли фронт се креће спорије од хладног фронта који обично следи јер је хладан ваздух гушћи и теже га је подићи са површине Земље.
Ово такође присиљава температурне разлике на топлим фронтовима да буду шире. Облаци који се појављују испред топлог фронта су углавном стратиформни, а падавине се постепено повећавају како се фронт приближава. Магла се може појавити и пре топлог фронталног пролаза. Рашчишћавање и загревање је обично брзо након фронталног пролаза. Ако је топла ваздушна маса нестабилна, грмљавина се може уградити међу стратиформне облаке испред фронта, а након фронталног проласка пљускови са грмљавином могу да се наставе. На временским картама, површинска локација топлог фронта је означена црвеном линијом полукругова који показују правац кретања ваздушне масе.

### Фронт оклузије
Фронт оклузије се формира када хладни фронт претекне топли фронт и обично се формира око зрелих области ниског притиска, укључујући циклоне. Хладни и топли фронт се природно криве ка полу у тачку оклузије, која је такође позната као трострука тачка. Он лежи унутар оштрог корита, али ваздушна маса иза границе може бити топла или хладна. У хладној оклузији, ваздушна маса која претиче топли фронт је хладнија од хладне ваздушне масе која се удаљава од топлог фронта и продире се испод обе ваздушне масе. У топлој оклузији, хладна ваздушна маса која претиче топли фронт је топлија од хладне ваздушне масе која се повлачи са топлог фронта и прелази преко хладнијег ваздуха док подиже топли ваздух.
Дуж фронта оклузије се може наћи разноразно време, са могућом грмљавином, али обично је њихов пролаз повезан и са сушењем ваздушне масе. Унутар оклузије предње стране, циркулација ваздуха одводи топли ваздух нагоре и шаље струју хладног ваздуха надоле, или обрнуто, у зависности од врсте оклузије коју фронт доживљава. Падавине и облаци су повезани са тровалом, пројекцијом на Земљину површину језика топлог ваздуха у висину насталу током процеса оклузије депресије или олује.
Фронтови оклузије су означени на временској мапи љубичастом линијом са наизменичним полукруговима и троугловима који показују у правцу кретања. Тровал је означен низом плавих и црвених спојних линија.